# Saint-Agnan (Tarn)
Pour les articles homonymes, voir Saint-Agnan.
Saint-Agnan est une commune française située dans le département du Tarn, en région Occitanie. Sur le plan historique et culturel, la commune est dans le Lauragais, l'ancien « Pays de Cocagne », lié à la fois à la culture du pastel et à l’abondance des productions, et de « grenier à blé du Languedoc ».
Exposée à un climat océanique altéré, elle est drainée par le ruisseau de Sézy et par divers autres petits cours d'eau.
Saint-Agnan est une commune rurale qui compte 295 habitants en 2022, après avoir connu une forte hausse de la population depuis 1975.  Elle fait partie de l'aire d'attraction de Toulouse. Ses habitants sont appelés les Saint-Agnanais ou  Saint-Agnanaises.

## Géographie

### Localisation
Saint-Agnan est une commune de l'aire urbaine de Toulouse, située à l'ouest de Lavaur et au nord-est de Toulouse.

### Communes limitrophes
Saint-Agnan est limitrophe de deux autres communes.
Les communes limitrophes sont  Garrigues et Lavaur.
|           |             |        |
| Garrigues | Saint-Agnan | Lavaur |
|           |             |        |

### Géologie et relief
La superficie de la commune est de 688 hectares ; son altitude varie de 155  à   243 mètres.

### Voies de communication et transports
Accès avec les routes départementales D 112 puis D 40 et D 35.
Aucun service de transport en commun ne dessert la commune. La gare la plus proche est la gare de Lavaur.

### Hydrographie
La commune est dans le bassin de la Garonne, au sein du bassin hydrographique Adour-Garonne. Elle est drainée par le ruisseau de Sézy, un bras du Prat Vayssière, le ruisseau de Prat Cayre et par divers petits cours d'eau, qui constituent un réseau hydrographique de 9 km de longueur totale,.
Le ruisseau de Sézy, d'une longueur totale de 12,8 km, prend sa source dans la commune de Lavaur et s'écoule du sud-est vers le nord-ouest puis vers l'est. Il traverse la commune et se jette dans l'Agout à Giroussens, après avoir traversé 7 communes.

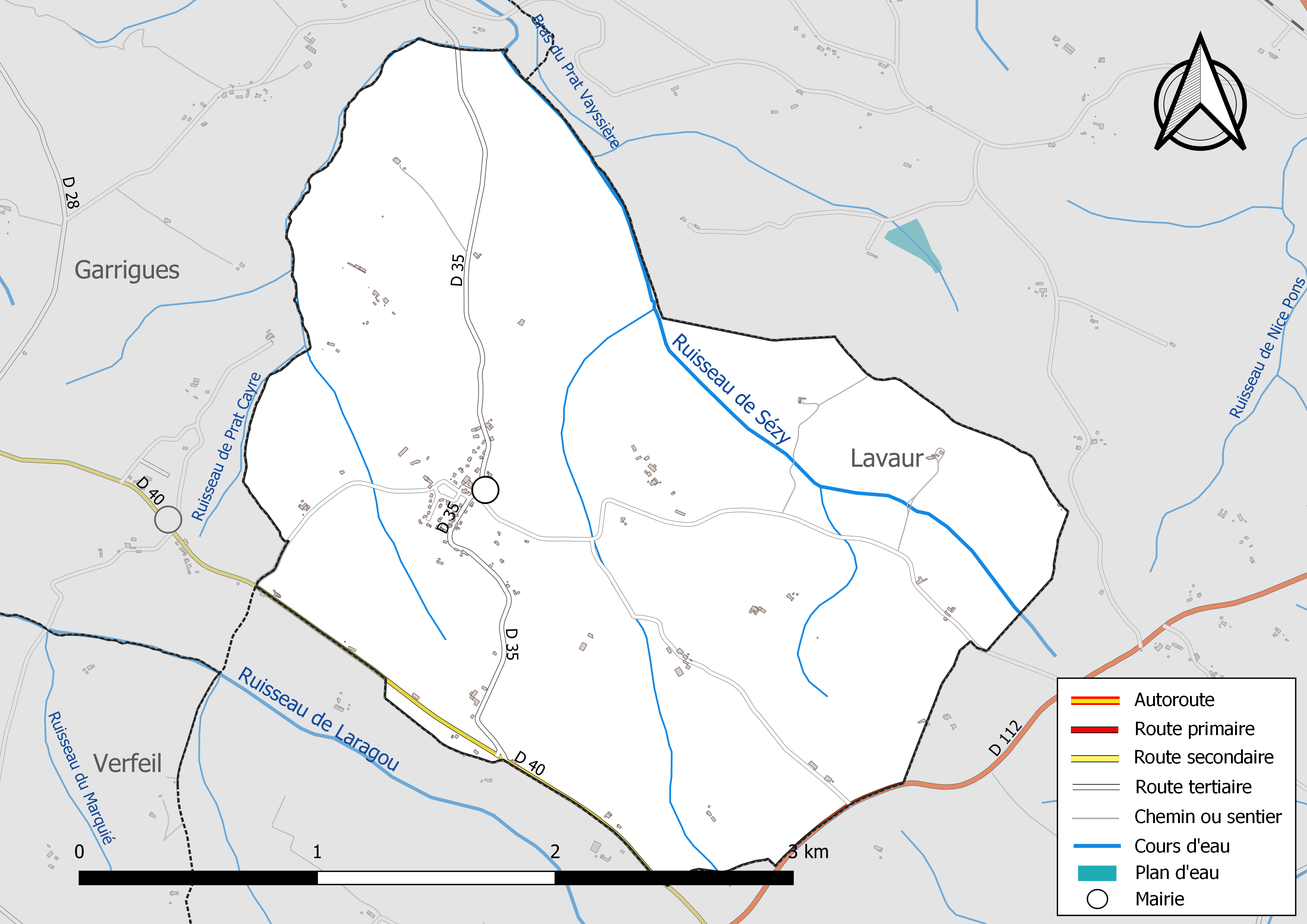
Réseaux hydrographique et routier de Saint-Agnan.

### Climat
Pour des articles plus généraux, voir Climat de l'Occitanie et Climat du Tarn.
En 2010, le climat de la commune est de type climat du Bassin du Sud-Ouest, selon une étude du Centre national de la recherche scientifique s'appuyant sur une série de données couvrant la période 1971-2000. En 2020, Météo-France publie une typologie des climats de la France métropolitaine dans laquelle la commune est exposée à un climat océanique altéré et est dans la région climatique Aquitaine, Gascogne, caractérisée par une pluviométrie abondante au printemps, modérée en automne, un faible ensoleillement au printemps, un été chaud (19,5 °C), des vents faibles, des brouillards fréquents en automne et en hiver et des orages fréquents en été (15 à 20 jours).
Pour la période 1971-2000, la température annuelle moyenne est de 13,1 °C, avec une amplitude thermique annuelle de 15,8 °C. Le cumul annuel moyen de précipitations est de 771 mm, avec 9,9 jours de précipitations en janvier et 5,4 jours en juillet. Pour la période 1991-2020, la température moyenne annuelle observée sur la station météorologique de Météo-France la plus proche, « Lavaur », sur la commune de Lavaur à 7 km à vol d'oiseau, est de 13,6 °C et le cumul annuel moyen de précipitations est de 701,8 mm. 
La température maximale relevée sur cette station est de 42,6 °C, atteinte le 23 août 2023 ; la température minimale est de −18 °C, atteinte le 17 janvier 1987,,.
Les paramètres climatiques de la commune ont été estimés pour le milieu du siècle (2041-2070) selon différents scénarios d'émission de gaz à effet de serre à partir des nouvelles projections climatiques de référence DRIAS-2020. Ils sont consultables sur un site dédié publié par Météo-France en novembre 2022.

### Milieux naturels et biodiversité
Aucun espace naturel présentant un intérêt patrimonial n'est recensé sur la commune dans l'inventaire national du patrimoine naturel,,.

## Urbanisme

### Typologie
Au 1er janvier 2024, Saint-Agnan est catégorisée commune rurale à habitat dispersé, selon la nouvelle grille communale de densité à sept niveaux définie par l'Insee en 2022.
Elle est située hors unité urbaine. Par ailleurs la commune fait partie de l'aire d'attraction de Toulouse, dont elle est une commune de la couronne,. Cette aire, qui regroupe 527 communes, est catégorisée dans les aires de 700 000 habitants ou plus (hors Paris),.

### Occupation des sols
L'occupation des sols de la commune, telle qu'elle ressort de la base de données européenne d’occupation biophysique des sols Corine Land Cover (CLC), est marquée par l'importance des territoires agricoles (100 % en 2018), une proportion identique à celle de 1990 (100 %). La répartition détaillée en 2018 est la suivante : 
terres arables (79 %), zones agricoles hétérogènes (21 %). L'évolution de l’occupation des sols de la commune et de ses infrastructures peut être observée sur les différentes représentations cartographiques du territoire : la carte de Cassini (XVIIIe siècle), la carte d'état-major (1820-1866) et les cartes ou photos aériennes de l'IGN pour la période actuelle (1950 à aujourd'hui).

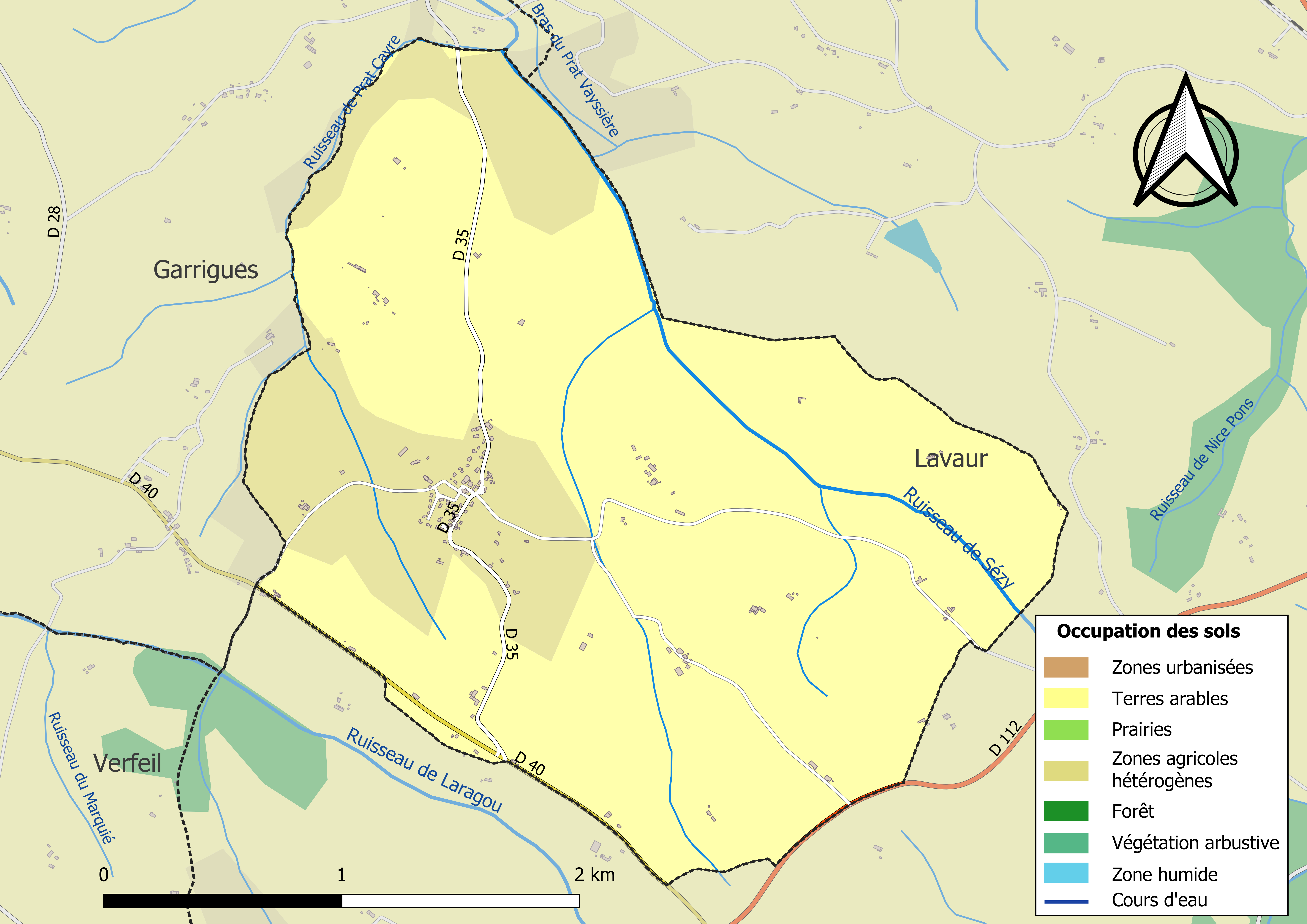
Carte des infrastructures et de l'occupation des sols de la commune en 2018 (CLC).

### Risques majeurs
Le territoire de la commune de Saint-Agnan est vulnérable à différents aléas naturels : météorologiques (tempête, orage, neige, grand froid, canicule ou sécheresse), mouvements de terrains et séisme (sismicité très faible). Il est également exposé à un risque technologique,  le transport de matières dangereuses. Un site publié par le BRGM permet d'évaluer simplement et rapidement les risques d'un bien localisé soit par son adresse soit par le numéro de sa parcelle.

#### Risques naturels
Saint-Agnan est exposée au risque de feu de forêt. En 2022, il n'existe pas de Plan de Prévention des Risques incendie de forêt (PPRif). Le débroussaillement aux abords des maisons constitue l’une des meilleures protections pour les particuliers contre le feu,.

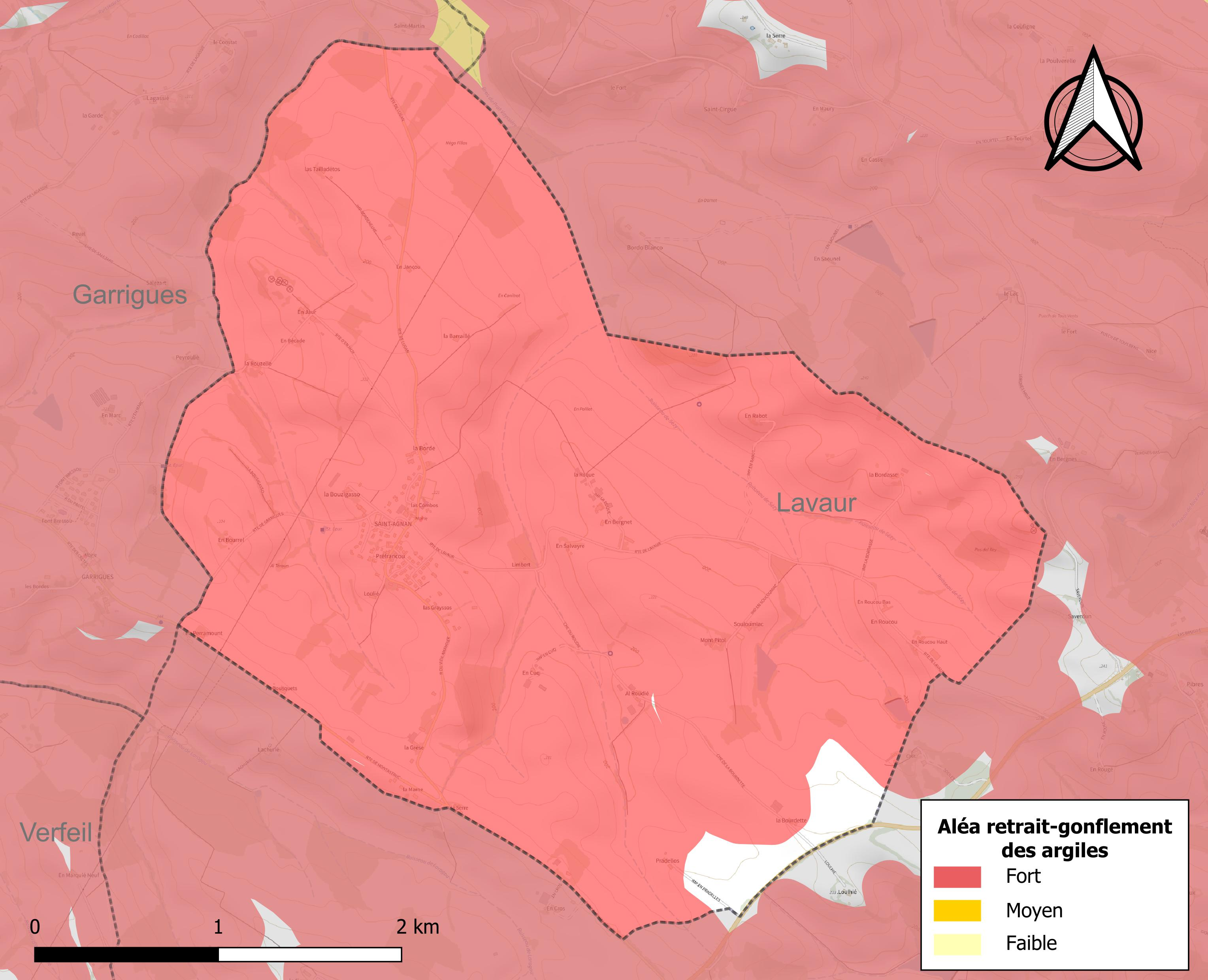
Carte des zones d'aléa retrait-gonflement des sols argileux de Saint-Agnan.

La commune est vulnérable au risque de mouvements de terrains constitué principalement du retrait-gonflement des sols argileux. Cet aléa est susceptible d'engendrer des dommages importants aux bâtiments en cas d’alternance de périodes de sécheresse et de pluie. 97,4 % de la superficie communale est en aléa moyen ou fort (76,3 % au niveau départemental et 48,5 % au niveau national). Sur les 92 bâtiments dénombrés sur la commune en 2019, 92 sont en aléa moyen ou fort, soit 100 %, à comparer aux 90 % au niveau départemental et 54 % au niveau national. Une cartographie de l'exposition du territoire national au retrait gonflement des sols argileux est disponible sur le site du BRGM,.
Par ailleurs, afin de mieux appréhender le risque d’affaissement de terrain, l'inventaire national des cavités souterraines permet de localiser celles situées sur la commune.
La commune a été reconnue en état de catastrophe naturelle au titre des dommages causés par les inondations et coulées de boue survenues en 1982. 

#### Risques technologiques
Le risque de transport de matières dangereuses sur la commune est lié à sa traversée par des infrastructures routières ou ferroviaires importantes ou la présence d'une canalisation de transport d'hydrocarbures. Un accident se produisant sur de telles infrastructures est susceptible d’avoir des effets graves sur les biens, les personnes ou l'environnement, selon la nature du matériau transporté. Des dispositions d’urbanisme peuvent être préconisées en conséquence.

## Histoire

### Héraldique
| Saint-Agnan | Son blasonnement est : D'azur au chevron brisé d'or, accompagné en chef de deux étoiles du même et en pointe d'un croissant d'argent. |

## Politique et administration

### Administration municipale
Le nombre d'habitants au recensement de 2011 étant compris entre 100 et 499, le nombre de membres du conseil municipal pour l'élection de 2014 est de onze,.

### Rattachements administratifs et électoraux
Saint-Agnan fait partie de  la communauté de communes Tarn et Agout, et du canton des Portes du Tarn (avant le redécoupage départemental de 2014, Saint-Agnan faisait partie de l'ex-canton de Lavaur).

### Liste des maires
| Période                                  | Période      | Identité                | Étiquette | Qualité |
| ---------------------------------------- | ------------ | ----------------------- | --------- | ------- |
| 1792                                     | 1794         | Jean Médale             |           |         |
| 1794                                     | 1797         | Bernard Albouy          |           |         |
| 1797                                     | 1799         | Vital Rigail            |           |         |
| 1799                                     | 1808         | Bernard Albouy          |           |         |
| 1808                                     | 1813         | Vital Rigail            |           |         |
| 1813                                     | 1814         | Antoine Albouy          |           |         |
| 1814                                     | 1817         | Joseph Auguste Bessery  |           |         |
| 1817                                     | 1830         | Jean Baptiste Benazet   |           |         |
| 1830                                     | 1840         | Jean Rigail             |           |         |
| 1840                                     | 1841         | Alexis Albouy           |           |         |
| 1841                                     | 1870         | Antoine Jean            |           |         |
| 1870                                     | 1870         | Aristide Alvan          |           |         |
| 1870                                     | 1871         | Antoine Albouy          |           |         |
| 1871                                     | 1874         | Jean Fonteneau          |           |         |
| 1874                                     | 1882         | Bernard Rigal           |           |         |
| 1882                                     | 1884         | Antoine Jean            |           |         |
| 1884                                     | 1908         | Louis Jean              |           |         |
| 1908                                     | 1912         | Charles Mazas           |           |         |
| 1912                                     | 1921         | Eugène Pelfort          |           |         |
| 1921                                     | 1929         | Jean Maury              |           |         |
| 1929                                     | 1933         | Lucien Carrié           |           |         |
| 1933                                     | 1947         | Marius Edmond Carrié    |           |         |
| 1947                                     | 1951         | Alphonse Bousquet       |           |         |
| 1951                                     | 1977         | Jean-Marie Gorsse       |           |         |
| 1977                                     | février 2001 | André Metge             |           |         |
| mars 2001                                | En cours     | Brigitte Aubert-Parayre | DVG       |         |
| Les données manquantes sont à compléter. |              |                         |           |         |

## Population et société

### Démographie
L'évolution du nombre d'habitants est connue à travers les recensements de la population effectués dans la commune depuis 1793. Pour les communes de moins de 10 000 habitants, une enquête de recensement portant sur toute la population est réalisée tous les cinq ans, les populations de référence des années intermédiaires étant quant à elles estimées par interpolation ou extrapolation. Pour la commune, le premier recensement exhaustif entrant dans le cadre du nouveau dispositif a été réalisé en 2008.

En 2022, la commune comptait 295 habitants, en évolution de +27,16 % par rapport à 2016 (Tarn : +2,52 %, France hors Mayotte : +2,11 %).
| 1793 | 1800 | 1806 | 1821 | 1831 | 1836 | 1841 | 1846 | 1851 |
| ---- | ---- | ---- | ---- | ---- | ---- | ---- | ---- | ---- |
| 302  | 237  | 299  | 291  | 290  | 317  | 322  | 309  | 315  |

| 1856 | 1861 | 1866 | 1872 | 1876 | 1881 | 1886 | 1891 | 1896 |
| ---- | ---- | ---- | ---- | ---- | ---- | ---- | ---- | ---- |
| 305  | 281  | 272  | 280  | 257  | 254  | 245  | 228  | 241  |

| 1901 | 1906 | 1911 | 1921 | 1926 | 1931 | 1936 | 1946 | 1954 |
| ---- | ---- | ---- | ---- | ---- | ---- | ---- | ---- | ---- |
| 232  | 221  | 213  | 171  | 182  | 183  | 200  | 194  | 176  |

| 1962 | 1968 | 1975 | 1982 | 1990 | 1999 | 2006 | 2008 | 2013 |
| ---- | ---- | ---- | ---- | ---- | ---- | ---- | ---- | ---- |
| 147  | 116  | 104  | 86   | 112  | 161  | 211  | 225  | 232  |

| 2018 | 2022 | - | - | - | - | - | - | - |
| ---- | ---- | - | - | - | - | - | - | - |
| 226  | 295  | - | - | - | - | - | - | - |

| selon la population municipale des années : | 1968 | 1975 | 1982 | 1990 | 1999 | 2006 | 2009 | 2013 |
| Rang de la commune dans le département      | 253  | 301  | 309  | 275  | 212  | 215  | 216  | 211  |
| Nombre de communes du département           | 326  | 324  | 324  | 324  | 324  | 323  | 323  | 323  |

### Enseignement
Saint-Agnan fait partie de l'académie de Toulouse.

## Économie

### Revenus
En 2018, la commune compte 99 ménages fiscaux, regroupant 264 personnes. La médiane du revenu disponible par unité de consommation est de 23 900 € (20 400 € dans le département).

### Emploi
|                | 2008  | 2013  | 2018  |
| -------------- | ----- | ----- | ----- |
| Commune        | 7,9 % | 8,8 % | 8,4 % |
| Département    | 8,2 % | 9,9 % | 10 %  |
| France entière | 8,3 % | 10 %  | 10 %  |

En 2018, la population âgée de 15 à 64 ans s'élève à 155 personnes, parmi lesquelles on compte 87,1 % d'actifs (78,7 % ayant un emploi et 8,4 % de chômeurs) et 12,9 % d'inactifs,. Depuis 2008, le taux de chômage communal (au sens du recensement) des 15-64 ans est inférieur à celui de la France et du département.
La commune fait partie de la couronne de l'aire d'attraction de Toulouse, du fait qu'au moins 15 % des actifs travaillent dans le pôle,. Elle compte 43 emplois en 2018, contre 28 en 2013 et 40 en 2008. Le nombre d'actifs ayant un emploi résidant dans la commune est de 124, soit un indicateur de concentration d'emploi de 34,7 % et un taux d'activité parmi les 15 ans ou plus de 79,7 %.
Sur ces 124 actifs de 15 ans ou plus ayant un emploi, 14 travaillent dans la commune, soit 11 % des habitants. Pour se rendre au travail, 90,3 % des habitants utilisent un véhicule personnel ou de fonction à quatre roues, 2,4 % les transports en commun, 4,8 % s'y rendent en deux-roues, à vélo ou à pied et 2,4 % n'ont pas besoin de transport (travail au domicile).

### Activités hors agriculture
30 établissements sont implantés  à Saint-Agnan au 31 décembre 2019.
Le secteur de la construction est prépondérant sur la commune puisqu'il représente 26,7 % du nombre total d'établissements de la commune (8 sur les 30 entreprises implantées  à Saint-Agnan), contre 12,5 % au niveau départemental.

### Agriculture
|               | 1988 | 2000 | 2010 | 2020  |
| ------------- | ---- | ---- | ---- | ----- |
| Exploitations | 10   | 6    | 5    | 9     |
| SAU (ha)      | 642  | 750  | 682  | 1 114 |

La commune est dans le Lauragais tarnais, une petite région agricole située dans le sud-ouest du département du Tarn. En 2020, l'orientation technico-économique de l'agriculture  sur la commune est l'exploitation de grandes cultures (hors céréales et oléoprotéagineuses). Neuf exploitations agricoles ayant leur siège dans la commune sont dénombrées lors du recensement agricole de 2020 (dix en 1988). La superficie agricole utilisée est de 1 114 ha,,.

## Culture locale et patrimoine

### Lieux et monuments
- Le château d'Enjaux abrite entre 1933 et 1944 l'émetteur et les installations techniques de Radio Toulouse. Il est dynamité à la Libération par les Allemands.
- Église Saint-Agnan.

## Pour approfondir